# Palmyra (Pensilvania)
Palmyra es un borough ubicado en el condado de Lebanon en el estado estadounidense de Pensilvania. En el año 2000 tenía una población de 7,096 habitantes y una densidad poblacional de 1,473 personas por km².

## Geografía
Palmyra se encuentra ubicado en las coordenadas 40°18′29″N 76°35′38″O / 40.30806, -76.59389.

## Demografía
Según la Oficina del Censo en 2000 los ingresos medios por hogar en la localidad eran de $39,677 y los ingresos medios por familia eran $49,091. Los hombres tenían unos ingresos medios de $35,140 frente a los $25,524 para las mujeres. La renta per cápita para la localidad era de $20,500. Alrededor del 5.3% de la población estaba por debajo del umbral de pobreza.